# Geologia dell'America settentrionale

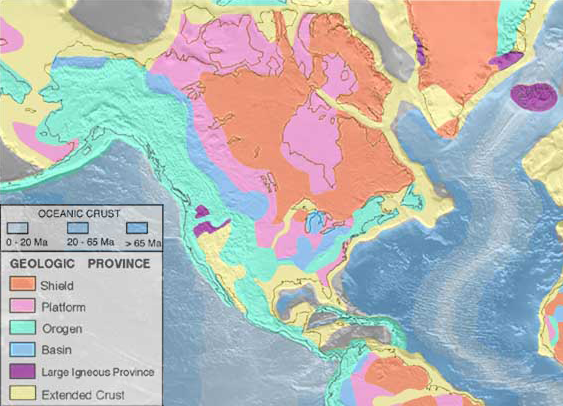
Questo articolo discute la geologia regionale della regione geografica dell'America settentrionale.

La geologia dell'America settentrionale è un tema della geologia regionale e riguarda il continente nordamericano, il terzo più grande del mondo. Le unità e i processi geologici sono indagati su larga scala per ottenere un quadro sintetizzato dello sviluppo geologico del continente.
Le suddivisioni della geologia regionale sono tracciate in modi diversi, ma di solito sono delineate sulla base di una comune storia geologica, della vicinanza geografica o dei confini politici. La geologia regionale del Nord America solitamente comprende le regioni geografiche dell'Alaska, del Canada, della Groenlandia, degli Stati Uniti continentali, del Messico, dell'America centrale e dei Caraibi. Le parti della placca nordamericana che non sono occupate dai paesi nordamericani solitamente non sono discusse come parte della geologia regionale. Le regioni che non sono geograficamente nordamericane, ma risiedono sulla placca nordamericana includono parti della Siberia (vedi la Geologia della Russia) e dell'Islanda e le Bermuda. Una discussione della geologia nordamericana può comprendere anche altre placche continentali incluse le placche di Cocos e di Juan de Fuca che vengono subdotte sotto il Nord America occidentale. Una porzione della placca pacifica è posta sotto la Bassa California e parte della California ad ovest della faglia di Sant'Andrea.

## Cratone nordamericano
Il nucleo stabile del continente è il Cratone nordamericano. Gran parte di esso era anche il nucleo di un supercontinente anteriore, Laurentia. La parte del cratone dove è esposta la roccia del basamento si chiama Scudo canadese. Intorno a questo vi è una piattaforma stabile dove il basamento è coperto dal sedimento; e intorno a quello vi è una serie di zone orogeniche.

### Scudo canadese

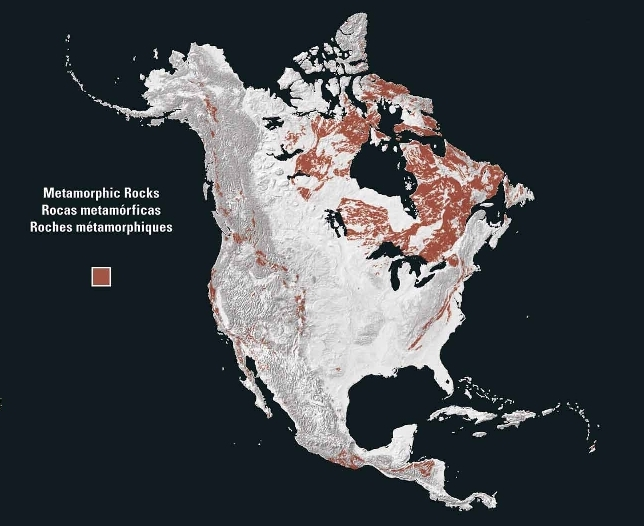
Su una mappa che mostra solo rocce metamorfiche, lo Scudo canadese forma uno schema circolare a nord dei Grandi Laghi intorno alla Baia di Hudson.

Lo Scudo canadese è una grande zona di rocce ignee e metamorfiche che vanno dall'Archeano fino a tutto il Proterozoico nel Canada orientale e negli Stati Uniti nordcentrali e nordorientali.
La parte più antica dello scudo sono rocce archeane metamorfosate, originariamente di origine vulcanica. Numerosi terrani si erano accresciute su questo nucleo archeano durante il Proterozoico per formare lo Scudo canadese. La provincia meridionale archeana è il Cratone superiore: esso è formato dalla combinazione di un granito-roccia verde e di un terrano di gneiss. I marginI dello Scudo canadese sono stati coperti da rocce sedimentarie, come in Michigan dove una serie di sedimenti ha riempito il Bacino del Michigan. Le sezioni esposte si trovano spesso dove i ghiacciai hanno rimosso questa regolite sovrastante per rivelare la roccia cristallina sottostante, deturpata dalle glaciazioni.

### Piattaforma stabile

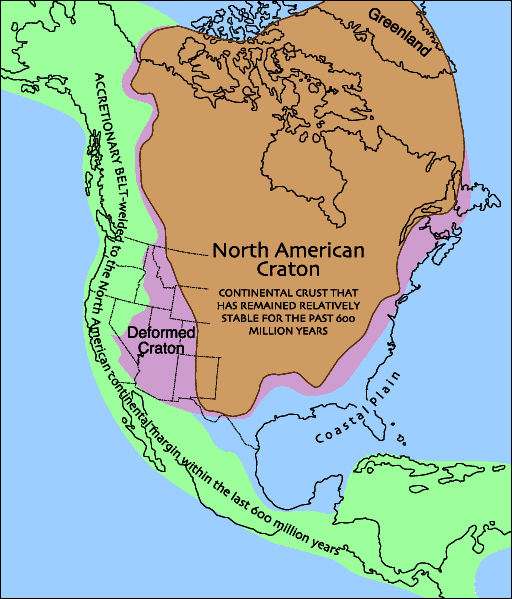
Il Cratone nordamericano

La piattaforma stabile è in un'area in cui il Cratone nordamericano forma un basamento ed è coperto da sedimento. Questa zona ora forma gran parte delle Pianure interne e della pendenza degli Appalachi sotto le montagne vere e proprie. Questa zona è stata coperta da un mare interno poco profondo, che è divenuto il sito di deposizione per la maggior parte delle rocce sedimentarie soprastanti. Il mare regredì mentre il continente risalì venendo coperto di depositi fluviali, lacustri ed eolici. Le orogenesi nelle province circostanti hanno avuto scarso effetto sul cratone, rendendolo una regione epirogenetica, e, come tale, la piattaforma stabile è per la maggior parte un basamento cristallino, coperto di rocce sedimentarie, interrotte solo da occasionali duomi, come l'Arco di Cincinnati, il Duomo del Wisconsin e il Duomo d'Ozark.

### Sistema di rift mediocontinentale
Un miliardo di anni fa, il Sistema di rift mediocontinentale cominciò ad estendersi lungo un percorso di 2.000 km, sia attraverso lo Scudo canadese che attraverso la Piattaforma stabile. Il rift, tuttavia, venne meno e successivamente il movimento crostale si invertì. Si formò una catena montuosa, poi erosa, formando bacini su entrambi i lati di un horst. Queste rocce sono state sepolte sotto il sedimento in molte zone, ma sono esposte in alcune altre, specialmente intorno al Lago Superiore.

### Orogenesi di Grenville
L'orogenesi di Grenville si sviluppò durante il Proterozoico lungo il margine orientale e meridionale del Cratone nordamericano. Il più grande affioramento di rocce dell'età di Grenville è una fascia larga approssimativamente 400 km a sudest del Fronte di Grenville che si allunga dalla costa del Labrador centrale a sudovest attraverso il Québec meridionale e l'Ontario sudorientale fino alla Georgian Bay sul Lago Huron. Il confine sudorientale di questa zona è approssimativamente il fiume San Lorenzo. Le rocce del Grenville affiorano nei Monti Adirondack nella parte settentrionale dello Stato di New York e in tutti gli Appalachi. Il Sollevamento di Llano (Llano Uplift) del Texas centrale e i Monti Franklin e Hueco del Texas occidentale somo stati messi in correlazione con il Grenville, come anche alcune occorrenze in Messico.

### Orogenesi appalachiana

Mappa delle province geologiche appalachiane

La cintura di pieghe e spinte degli Appalachi è esposta continuamente per 2.000 km dalla Pennsylvania all'Alabama. Nel sud, si estende sotto la piana costiera, ma è coperta di sedimenti mesozoici. A nord di questa cintura di pieghe e spinte, l'orogenesi acadiana del medio Devoniano è un'area dove la deformazione ha esposto plutoni di granito. Il centro della catena sono un paio di province che corrono a nord e a sud parallele tra loro, la Provincia orientale di Blue Ridge e occidentale di Valley e Ridge. Queste sono circondate dall'Altopiano appalachiano a ovest e dalla Provincia di Piedmont a est. Il fagliamento si estende attraverso tutta la regione ed è causato da numerose sorgenti spazialmente e temporalmente variate.
Scogli tettonici dell'età del Tardo Mesoproterozoico sono presenti ad ovest del nucleo degli Appalachi, e sono associati all'orogenesi di Grenville. Durante il Proterozoico dei terrani furono accresciuti sulla provincia. Durante l'orogenesi taconica da 445 a 435 milioni di anni fa, continuò l'accrezione, un arco insulare collise con il continente nordamericano e furono sollevate delle montagne. Queste si erosero lentamente e depositarono sedimento nel delta di Catskill, allungandosi da New York alla Pennsylvania.

#### Piedmont
La porzione orientale dell'orogenesi è costituita dall'altopiano del Piedmont, un'area con un'altezza da 150 a 300 m composta di sedimenti marini e vulcanici del Paleozoico, deformati in rocce metamorfiche cristalline e intrusi da duomi di granito.
Durante il Proterozoico una serie di terrani furono accresciuti al cratone nordamericano, formando il Piedmont degli Appalachi centrali. In seguito all'orogenesi di Grenville, le montagne vennero erose e i sedimenti di questa erosione furono depositati sotto le montagne. Il substrato dell'altopiano si formò circa 470 milioni di anni fa durante l'orogenesi taconica, quando un arco insulare vulcanico collise con il continente nordamericano ancestrale.

## Margine passivo

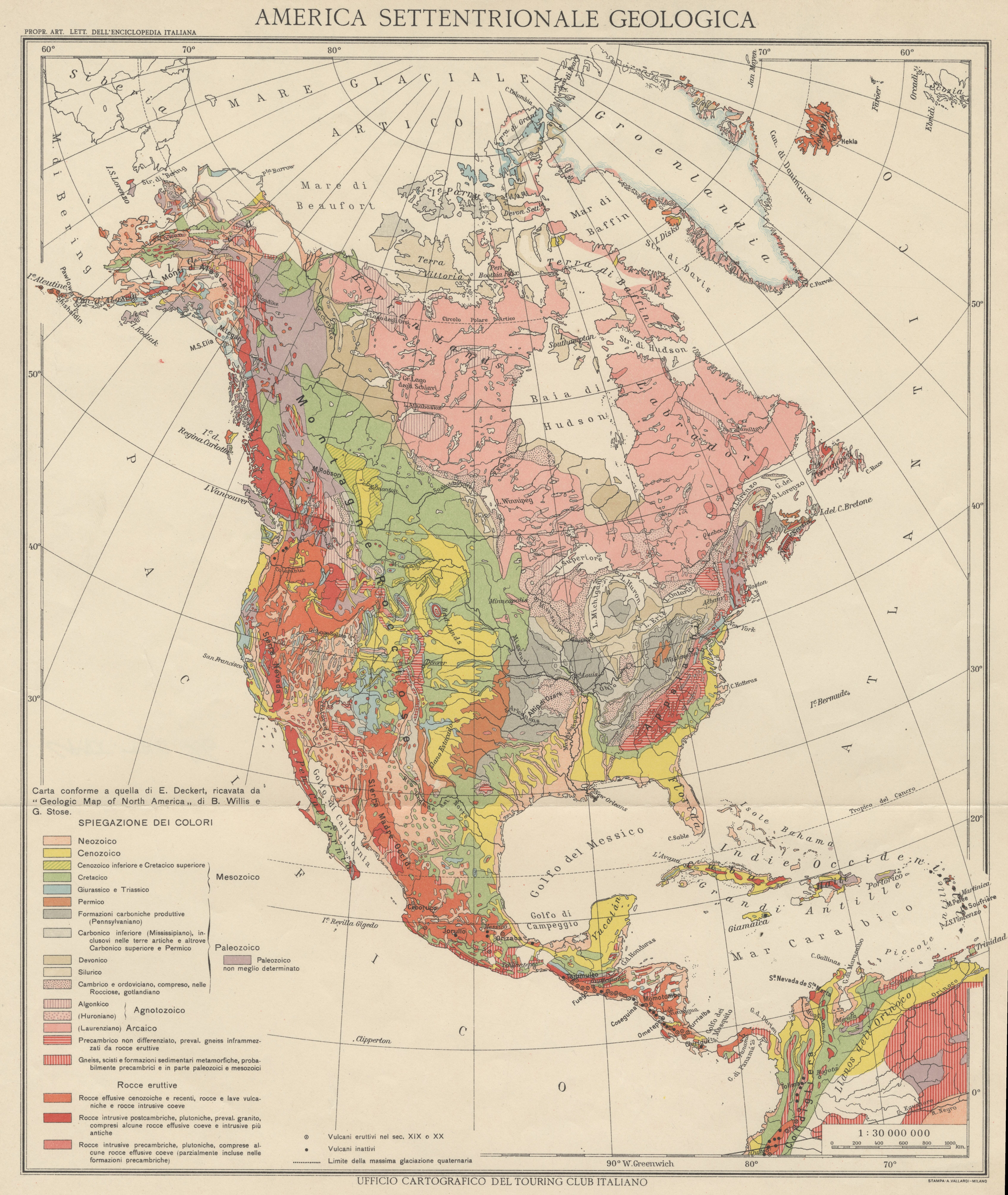
Mappa geologica del Nord America

Quando l'Oceano Atlantico si aprì la Costa Atlantica si trasformò da margine attivo in passivo. I terrani non furono più accresciutial margine, invece, il sedimento eroso dagli Appalachi cominciò ad essere depositato sulla costa, formando una pianura costiera e una piattaforma continentale. Durante il Giurassico e il Triassico, sedimento marino e di altro tipo fu depositato per formare la linea di costa atlantica. Il sedimento ha formato un cuneo clastico che costituisce la maggior parte della pianura costiera e della piattaforma continentale.
Il margine passivo del Golfo del Messico è una serie di depositi sedimentari provenienti dalle zone montuose che circondano il margine. L'ambiente di deposizione per questi sedimenti è mutato, variando spazialmente e temporalmente. Quando il livello dell'oceano era alto si verificavano depositi marini poco profondi; quando erano bassi depositi fluviali e deltizi formavano la maggioranza della massa. Dal Triassico fino al primo Giurassico, si determinarono faglie estensive e trascorrenti. Quando il basamento sprofondò, il sedimento si accumulò, durante il Mesozoico e il Cenozoico, formando il cuneo moderno, contenente bacini salati.
Il margine passivo nel Messico orientale è costituito da una serie di bacini. Questi bacini sono per la maggior parte rocce ignee o metamorfiche coperte da sedimenti, eccetto nel Bacino di Burgos, dove si è verificato il vulcanismo cenozoico. Gran parte del sedimento proviene dall'erosione della cintura di spinte ad ovest del margine.
La Penisola dello Yucatán è una piattaforma carbonatica formatasi tra il Cretaceo e l'Oligocene. Il sollevamento iniziò nell'Oligocene e durò fino al Pleistocene. Oggi la piattaforma è esposta e sotto l'influenza del carsismo.

## Cordigliera Nordamericana

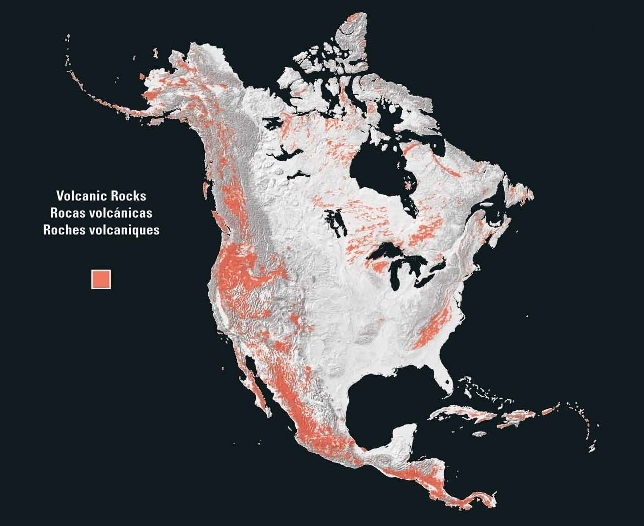
Su una cartina che mostra solo rocce vulcaniche, la costa occidentale del Nord America mostra un'impressionante struttura continua nord-sud, la Cordigliera Americana.

La Cordigliera Nordamericana si estende su e giù lungo la costa del Nord America e grosso modo dalle Grandi Pianure verso ovest all'Oceano Pacifico, restringendosi alquanto da nord a sud. Essa include le Cascate, la Sierra Nevada e la provincia di Basin and Range; le Montagne Rocciose a volte sono escluse dalla Cordigliera vera e propria, malgrado la loro storia tettonica. La geologia dell'Alaska è tipica di quella della Cordigliera.
Una spaccatura nella Rodinia 750 milioni di anni fa formò un margine passivo nel Nord-Ovest Pacifico orientale. La rottura della Pangea 200 milioni di anni fa cominciò il movimento verso ovest della placca nordamericana, creando un margine attivo sul continente occidentale. Quando il continente scivolò lentamente a ovest, si verificò l'accrezione di vari terrani sulla costa occidentale. Mentre si verificavano queste accrezioni, l'accorciamento crostale le accompagnò durante l'orogenesi di Sevier e durante il Mesozoico fino al primo Cenozoico, insieme alla formazione di faglie. Durante il Cenozoico, cominciò l'estensione crostale accompagnata da magmatismo che venne a caratterizzare gran parte dell'area.

### Montagne Rocciose
Le Montagne Rocciose furono formate da una serie di eventi, l'ultimo dei quali è l'orogenesi laramide. Una delle caratteristiche di spicco delle Montagne Rocciose è la distanza della catena da una placca in subduzione; questo ha condotto alla teoria che l'orogenesi laramide abbia avuto luogo quando la placca Farallon si subdusse con un angolo basso, causando un sollevamento lontano dal margine sotto il quale la placca si era subdotta.
La litologia delle Montagne Rocciose nel Canada occidentale include una cintura di pieghe e spinte pellicolare che coinvolgono serie di carbonati, scisti, argilliti e arenarie da neoproterozoiche a mississippiane.
L'Altopiano del Colorado è una regione stabile risalente ad almeno 600 milioni di anni. Come bassopiano relativo, è stato un sito di deposizione per sedimenti erosi dalle regioni montuose circostanti. Poi, durante l'orogenesi laramide, l'intero altopiano fu sollevato fino a circa sei milioni di anni fa. L'erosione durante e dopo il sollevamento rimosse il sedimento dall'altopiano. Questa rimozione di carico produsse come risultato il sollevamento isostatico e una seconda salita passiva per l'altopiano.

### Provincia Intermontana

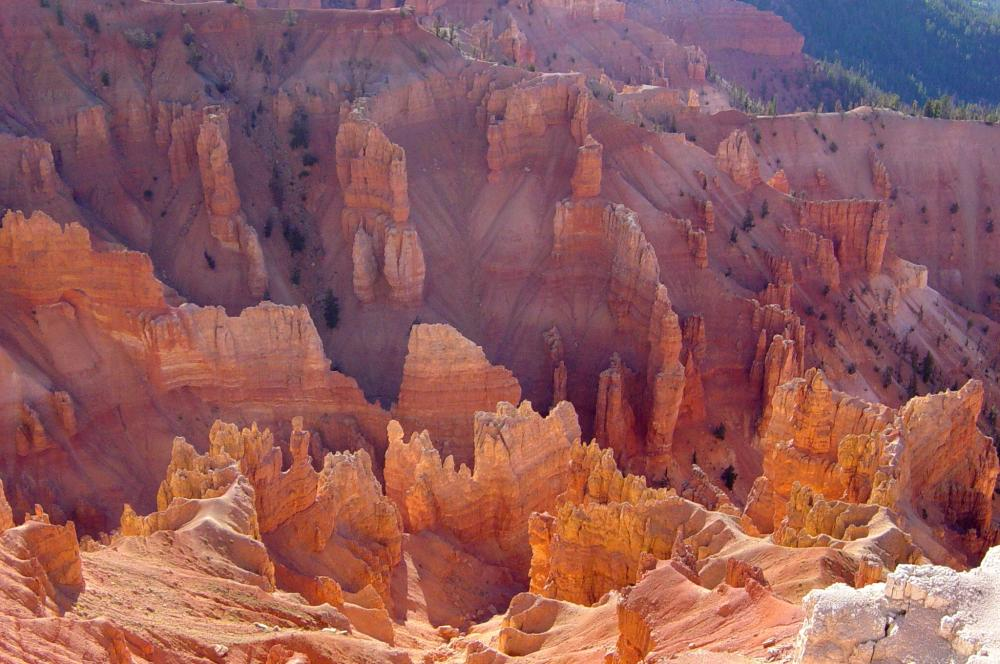
Cedar Breaks National Monument (Utah).

Tra le Montagne Rocciose e le catene costiere vi è un'area dominata da forze estensionali. L'estensione di questa regione è avvenuta sia regionalmente sia localmente in eventi iniziati nel Giurassico; tuttavia, la maggior parte dell'estensione era localizzata fino al medio Miocene. Questi eventi locali avvennero nel Giurassico, nel tardo Cretaceo, e uno si estese dall'Eocene fino all'Oligocene. L'estensione regionale avvenne durante la metà del Miocene da intorno a 20 milioni fa fino a 10 milioni di anni fa.
La Provincia di Basin and Range è una serie di monti con blocchi di faglia lineari con valli adiacenti sprofondate, riempite di sedimento, che sono stati causati dall'estensione crostale intorno a 17 milioni di anni fa. I fondi delle valli sono costituiti da spessi depositi di sedimento che hanno eroso le montagne e riempito le valli, così che la regione è una serie regolare di dorsali distanziate da piatte valli sedimentarie.

### Costa
Sulla costa ovest del Nord America, le catene e la piana costiere formano il margine, che è parzialmente delimitato dalla faglia di Sant'Andrea, un confine trasforme della placca pacifica. La maggior parte della terra è fatta di terrani che sono stati accresciuti sul margine. Al nord, la cintura insulare è un terrano accresciuto, che forma il margine. Questa cintura si estende dal terrano di Wrangellia in Alaska al gruppo di Chilliwack in Canada.
La tempistica dell'accrezione della cintura insulare è incerta, sebbene la chiusura non sia avvenuta prima di almeno 115 milioni di anni fa. Altri terrani mesozoici che si accrebbero sul continente includono i Monti Klamath, la Sierra Nevada, e il superterrano di Guerrero del Messico occidentale. Tra 80 e 90 milioni di anni fa la placca di Farallon in subduzione si spaccò e formò la placca di Kula a nord. Molti dei principali batoliti risalgono al tardo Cretaceo. Quando l'orogenesi laramide finì intorno a 48 milioni di anni fa, cominciò l'accrezione del terrano di Siletzia nel Nord-Ovest Pacifico. Questo iniziò l'attività vulcanica nella zona di subduzione della Cascadia, formando la moderna Catena delle Cascate, e durò fino Miocene. Come estensione della provincia di Basin and Range rallentata da un cambiamento nel movimento della placca nordamericana tra circa 7 e 8 milioni di anni fa, cominciò il rifting sul Golfo di California.

### Cordigliera Meridionale
Le catene montuose della Sierra Madre del Messico sono separate dall'Altopiano messicano e intersecate dalla Cintura vulcanica trasmessicana. La propaggine meridionale della Cordigliera Americana abbraccia il Messico occidentale e l'America Centrale settentrionale. Questa include la Sierra Madre Occidentale, la Sierra Madre del Sud e la Cintura vulcanica transmessicana.
La Cordigliera finisce a sud in una cintura di miogeoclinali, inclusa la Sierra Madre Orientale cintura di pieghe e spinte, la Mesa Centrale e parti della Sierra Madre del Sur. Questa cintura si estende anche fino in Guatemala e Honduras in America Centrale.